# Mark Hurtubise
Mark Hurtubise, född 9 juni 1984 i Montreal, är en kanadensisk professionell ishockeyspelare som spelar för Krefeld Pinguine i DEL.
Hurtubise spelade juniorhockey i Quebec Major Junior Hockey League (QMJHL) 2001-2005 där han gjorde 161 poäng på 247 matcher. Han gjorde sin professionella debut i United Hockey League (UHL) med Adirondack Frostbite säsongen 2005-06. Via Skottland och Edinburgh Capitals kom Hurtubise till Sverige till säsongen 2009/2010 när han skrev på för Olofströms IK i Division 1. Med 35 mål och 75 poäng vann han både mål- och poängligan i Division 1 och skrev den 10 maj 2010 på för Almtuna IS i Hockeyallsvenskan.
Hurtubise vann Almtunas interna poängliga med 11 mål och 37 poäng på 52 matcher. Inför säsongen 2011/2012 skrev Hurtubise ett tryout-kontrakt med den allsvenska konkurrenten Leksands IF. Provspelet blev lyckat och kontraktet förlängdes säsongen ut. Hurtubise var med i Leksands Elitserieavancemang säsongen 2012/2013, men fick inget kontrakt för nästkommande säsong och skrev istället på för AIK.
Efter fem år i Sverige och efter att AIK misslyckats med att hålla sig kvar i SHL skrev Hurtubise den 13 maj 2014 på för Ilves i FM-ligan. Efter nio matcher lämnade dock Hurtubise klubben för att återvända till Sverige för spel i Hockeyallsvenskan med IF Björklöven.